# Đại học McMaster
Đại học McMaster (thường được gọi là McMaster hoặc Mac) là một trường đại học nghiên cứu công ở Hamilton, Ontario, Canada. Khuôn viên chính nằm trên diện tích 121 ha (300 hecta) gần khu dân cư của Ainslie Wood và Westdale, gần Vườn Bách thảo Hoàng gia Hamilton.  Trường có sáu khoa học: Trường Kinh doanh DeGroote, Kỹ thuật, Khoa học Y tế, Nhân văn, Khoa học Xã hội và Khoa học. Đây là một thành viên của U15, một nhóm các trường đại học nghiên cứu chuyên sâu ở Canada.
 Trường đại học này có tên là William McMaster, một thượng nghị sĩ Canada và là chủ ngân hàng thừa kế trị giá 900.000 đô la Canada cho việc thành lập trường đại học. Đại học McMaster được thành lập theo các điều khoản của một hành động của Hội đồng Lập pháp Ontario năm 1887, kết hợp Trường Cao đẳng Báp-tít Toronto với Trường cao đẳng Woodstock. Nó được khai trương tại Toronto vào năm 1890. Cơ sở vật chất không đủ và món quà của đất ở Hamilton khiến cho cơ sở này phải di dời năm 1930. McMaster được kiểm soát bởi Công ước Baptist Ontario và Quebec cho đến khi nó trở thành một tổ chức phi denominate được tài trợ bởi chính phủ năm 1957.